# Zeanuri
Zeanuri város Spanyolországban,  Bizkaia tartományban. Zeanuri Zuia, Orozko, Areatza, Arantzazu, Dima, Ubide és Zigoitia községekkel határos. Lakosainak száma 1250 fő (2024).

## Népesség
A település népessége az utóbbi években az alábbiak szerint változott:
| Lakosok száma | 1156 | 1155 | 1283 | 1330 | 1312 | 1269 | 1241 | 1250 | 1271 | 1250 |
|               | 2001 | 2004 | 2007 | 2009 | 2012 | 2014 | 2017 | 2019 | 2022 | 2024 |